# اچوکالا مینوسیپالتی
اچوکالا مینوسیپالتی (به اسپانیایی: Achocalla Municipality) یک سکونتگاه مسکونی در بولیوی است که در شهرستان لاپاز (بولیوی) واقع شده‌است.

## خصوصیات
اچوکالا مینوسیپالتی ۱۹۳ کیلومترمربع مساحت و ۱۵٬۱۱۰ نفر جمعیت دارد و ۳٬۶۰۰ متر بالاتر از سطح دریا واقع شده‌است.